# سكونيات الموائع
سكونيات الموائع (بالإنجليزية: Fluid statics)‏ أو الرُّكُودِيَّات (بالإنجليزية: Hydrostatics)‏ هي فرع من ميكانيكا الموائع يدرس توازن واستقرار السوائل وغازات. استخدام الخصائص الميكانيكية للموائع في أداء عمل ما يسمى الهيدروليكا. وهو يشمل دراسة الظروف التي تكون فيها الموائع في حالة التوازن والاستقرار مقارنة بديناميكا الموائع التي تقوم على دراسة الموائع في حالة الحركة. وتصنف الهيدروستاتيكا كجزء من علم سكون الموائع، وتقوم على دراسة جميع الموائع القابلة للضغط والغير قابلة للضغط في حالة السكون والثبات.
وتعتبر الهيدروستاتيكا أساسية في علم السوائل المتحركة «الهيدروليكا» (هيدروليكا)، وهندسة معدات التخزين، والنقل واستخدام السوائل. كما أنها ذات صلة بالجيوفيزياء والفيزياء الفلكية (على سبيل المثال، في فهم الصفائح التكتونية والشذوذ في مجال الجاذبية الأرضية)، والأرصاد الجوية، والطب (في سياق ضغط الدم)، والعديد من المجالات الأخرى.
تقدم الهيدروستاتيكا تفسيرات فيزيائية للعديد من الظواهر في الحياة اليومية، مثل لماذا يتغير الضغط الجوي مع الارتفاع، لماذا الخشب والزيت تطفو على الماء، ولماذا سطح الماء دائما مسطحة وأفقية مهما كان شكل حاوية.

## تاريخ علم السكون
وقد عرفت بعض مبادئ الهيدروستاتيكا بمعنى تجريبي وبديهي منذ العصور القديمة، من قبل بناة القوارب والصهاريج والقنوات والنوافير. يرجع الفضل إلى أرخميدس (Archimedes)  في اكتشاف مبادى متعلقة بالموائع اسماها مبادئ أرخميدس، التي تتعلق بقوة الطفو الاجسام المغمور في السوائل إلى وزن السوائل التي أزيحت نتيجة غمر الجسم في السائل.
وقد تم صياغة مفهوم الضغط والطريقة التي تنتقل بها السوائل من قبل عالم الرياضيات الفرنسي والفيلسوف بليز باسكال (بليز باسكال)  في عام 1647.

### الموائع الساكنة في اليونان القديمة وروما

#### كأس فيثاغورس
كأس فيثاغورس أو مايسمى «كأس عادل» (fair cup)، الذي يعود تاريخه إلى حوالي القرن السادس قبل الميلاد، وهو عبارة عن أداة هيدروليكية التي يرجع الفضل فيها إلى عالم الرياضيات اليوناني فيثاغوروس. وقد استخدمها كأداة للتعلم.
يتكون الكوب من خط منحوت في الجزء الداخلي من الكأس، وأنبوب رأسي صغير في وسط الكأس يؤدي إلى قاع الكأس. ارتفاع هذا الأنبوب هو نفس ارتفاع الخط المنحوت بالجزء الداخلي للكأس. ويمكن أن يتم ملء الكأس إلى الخط دون أن يمر السائل في الأنبوب في الواقع وسط الكأس. ومع ذلك، عندما يتجاوز كمية السائل ارتفاع الخط المنحوت، عندها يمر السائل من خلال الأنبوب في وسط الكأس. وبسبب عملية سحب الجزيئات لبعضها البعض، سيتم تفريغ الكأس من السائل.

#### مساهمة باسكال في الموائع الساكنة
قدم باسكال مساهمات في تطوير كل من الموائع الساكنة والموائع المتحركة. وقانون باسكال هو مبدأ أساسي لميكانيكا السوائل التي تنص على أن أي ضغط يطبق على سطح السائل ينتقل بشكل موحد في جميع أجزاء السائل وفي جميع الإتجاهات، بحيث لا تتغير المتغيرات الأولية للضغط.

## السوائل (السوائل ذات الأسطح الحرة)
يمكن أن يكون للسوائل أسطح إذا ما تفاعلت فيها مع الغازات، أو مع الفراغ. وبشكل عام، فإنه بسبب عدم قدرة السوائل على احتواء إجهاد القص، فإن الأسطح الحرة تتكيف بسرعة نحو التوازن. ومع ذلك، فإنه على المقاييس الطولية الصغيرة يوجد هناك قوة موازنة هامة متسببة من التوتر السطحي.

### الخاصية الشعرية
عندما تكون السوائل مقيدة في الأوعية ذات الأبعاد الصغيرة مقارنة مع تلك ذات المقاييس  الطولية الأكبر، فإن آثار التوتر السطحي تصبح مهمة مما يؤدي إلى تشكيل قنوات من خلال الخاصية الشعرية. الخاصية الشعرية هي إحدى آليات تدفق السوائل في النباتات.

## قطرات المعلقة
دون التوتر السطحي، فإن القطرات لن تكون قادرة على أخذ هذا الشكل المعروف. يتم تحديد أبعاد واستقرار القطرات من خلال التوتر السطحي. التوتر السطحي للقطرات يتناسب طردياً مع خاصية تماسك السوائل.